# Итон, Сьюзан
Сьюзан Итон (англ. Suzanne Eaton; 23 декабря 1959 — 2 июля 2019) — американский учёный, профессор молекулярной биологии в институте молекулярно-клеточной биологии и генетики имени Макса Планка в Дрездене, Германия.

## Ранняя жизнь и образование
Итон родилась 23 декабря 1959 года в Окленде, штат Калифорния. Одним из образцов для подражания Итон в детстве был Спок из-за его рационального подхода к решению проблем. Она также была талантливой пианисткой и играла с восьми лет.
Итон получила степень бакалавра в области биологии в Университете Брауна в 1981 году, а затем защитила кандидатскую диссертацию в области микробиологии в Университете Калифорнии, Лос-Анджелес в 1988 году. Её диссертация под названием « Молекулярный анализ промотора тяжелой цепи иммуноглобулина» была завершена под руководством Кэтрин Калам. Кандидатская диссертация Итон получила премию ассоциации женщин-академиков Сиднея К. Риттенберга за выдающиеся академические достижения в области микробиологии в 1988 году.

## Карьера и исследования
В 1988 году Итон получила работу в группе Томаса Б. Корнберга в Университете Калифорнии, Сан-Франциско, где занялась исследованиями в области биологии развития. Основной темой стало получение клетками плодовой мушки, Drosophila melanogaster, своих тканевых идентификаторов. В 1993 году Итон переехала в Германию, чтобы работать в Европейской лаборатории молекулярной биологии в Гейдельберге в группе Кая Симонса, где она объединила свой опыт в микробиологии и биологии развития, чтобы исследовать, как цитоскелет помогает клеткам достичь своей полярности в тканях, опять же используя модель плодовой мухи . В 2000 году Итон стала одним из руководителем группы в институте молекулярно-клеточной биологии и генетики им. Макса Планка в Дрездене, Германия. Её группа исследовала, как сигнальные молекулы и механические свойства клеток действуют вместе для формирования тканей плодовой мухи. В 2015 году она стала профессором клеточной биологии развития беспозвоночных в Техническом Университете Дрездена.

## Награды и отличия
- 1977: стипендия регентов штата Нью-Йорк[6].
- 1988: Ассоциация женщин-ученых, Премия Сиднея К. Риттенберга за выдающиеся академические достижения в области микробиологии.
- 2006: премия «Женщины в клеточной биологии» за выдающиеся достижения в области исследований, Американское общество клеточной биологии[12].

## Личная жизнь
Итон состояла в браке с британским учёным Энтони А. Хайманом. У пары было двое детей. Она была спортсменкой и бегуном, и у неё был черный пояс в тхэквондо.

## Исчезновение и смерть
Итон пропала 2 июля 2019 года. В последний раз её видели, когда она играла на пианино в холле гостиницы, где она участвовала в конференции в Православной академии в Ханье, Крит. Считается, что её исчезновение произошло во время пробежки. Греческая полиция нашла её тело 8 июля в бункере времён Второй мировой войны. Расследование убийства было начато после того, как было установлено, что она умерла от удушья. Был задержан 27-летний подозреваемый, сын священника, женатый отец Джаннис Параскакис. Позже он признался, что сбил её машиной, затем изнасиловал и бросил её тело в бункер. В октябре 2020 года он был приговорен к пожизненному заключению.

## Мемориальный фонд
В честь междисциплинарного наследия, которое Итон оставила после себя научному сообществу, институт молекулярной биотехнологии в Австрии учредил мемориальный фонд с заявленной целью поддержать усилия молодых ученых по междисциплинарным темам.

## Избранные публикации
- Итон, Сюзанна (июль 1995 года). «Апикальные, базальные и латеральные сигналы для эпителиальной поляризации». Cell. 82: 5.
- Итон, Сюзанна (декабрь 1996 года). «Роли Rac1 и Cdc42 в планарной поляризации и разрастании волос в крыле дрозофилы». Журнал клеточной биологии. 135 : 1277.
- Итон, Сюзанна (май 2005 года). «Частицы липопротеина необходимы для передачи сигналов Hedgehog и Wingless». Природа. 435: 58.
- Итон, Сюзанна (сентябрь 2010). «Поток клеток переориентирует ось планарной полярности в эпителии крыльев дрозофилы». Cell. 142: 773.